# 韋諾納 (伊利諾伊州蒙哥馬利縣)
韋諾納（英語：Wenonah）是位於美國伊利諾伊州蒙哥馬利縣的一個村落。

## 地理
韋諾納的座標為39°19′16″N 89°17′22″W / 39.32111°N 89.28944°W，而該地最高點為海拔高度205米（即673英尺）。

## 人口
根據2010年美國人口普查的數據，韋諾納的面積為3.92平方千米，當中陸地面積為3.92平方千米，而水域面積為0.00平方千米。當地共有人口37人，而人口密度為每平方千米9人。